# Rastila Camping
Rastila Camping, finsky Rastilan leirintäalue, je kemp či autokemp v Rastile v městském okrese Vuosaari ve Východním hlavním obvodu (Itäinen suurpiiri) města Helsinky v provincii Uusimaa v jižním Finsku. Nachází se také nedaleko pobřeží zátoky Vartiokylänlahti Finského zálivu.

## Další informace
Kemp Rastila patří mezi nejznámější, nejlépe hodnocené a nejpopulárnější kempy ve Finsku, má vlastní recepci a nabízí širokou škálu ubytovacích a turistických služeb, Wifi a také ubytování v chatkách či hostelu. V centru kempu se nachází historická správcovská budova bývalého panství Rastilan kartano, která slouží jako restaurace. V blízkosti je také písčitá pláž Rastila a stanice metra Rastila. Je to jediný kemp v Helsinkách, patří městu a je otevřen po celý rok.

## Galerie

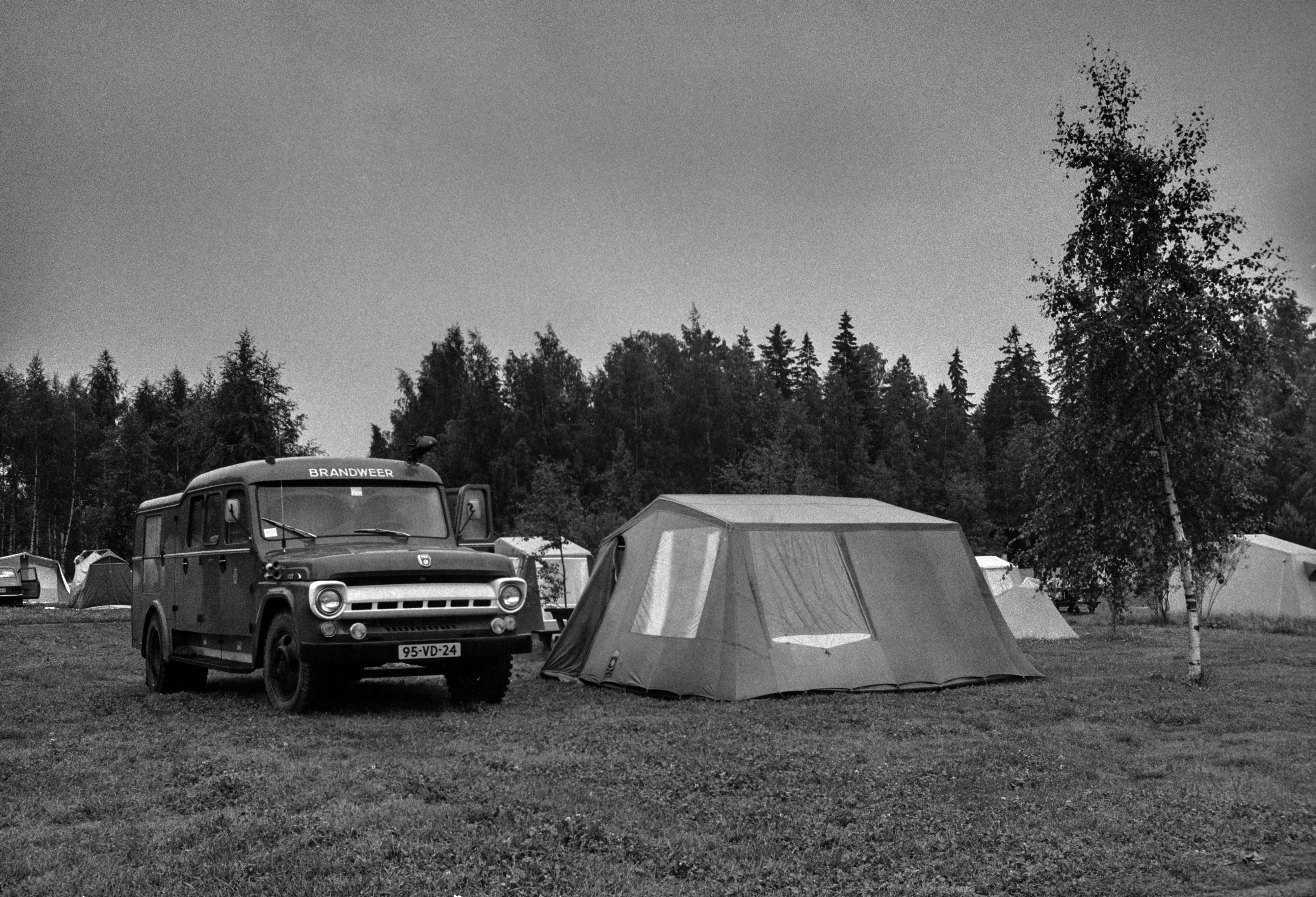
Historická fotografie
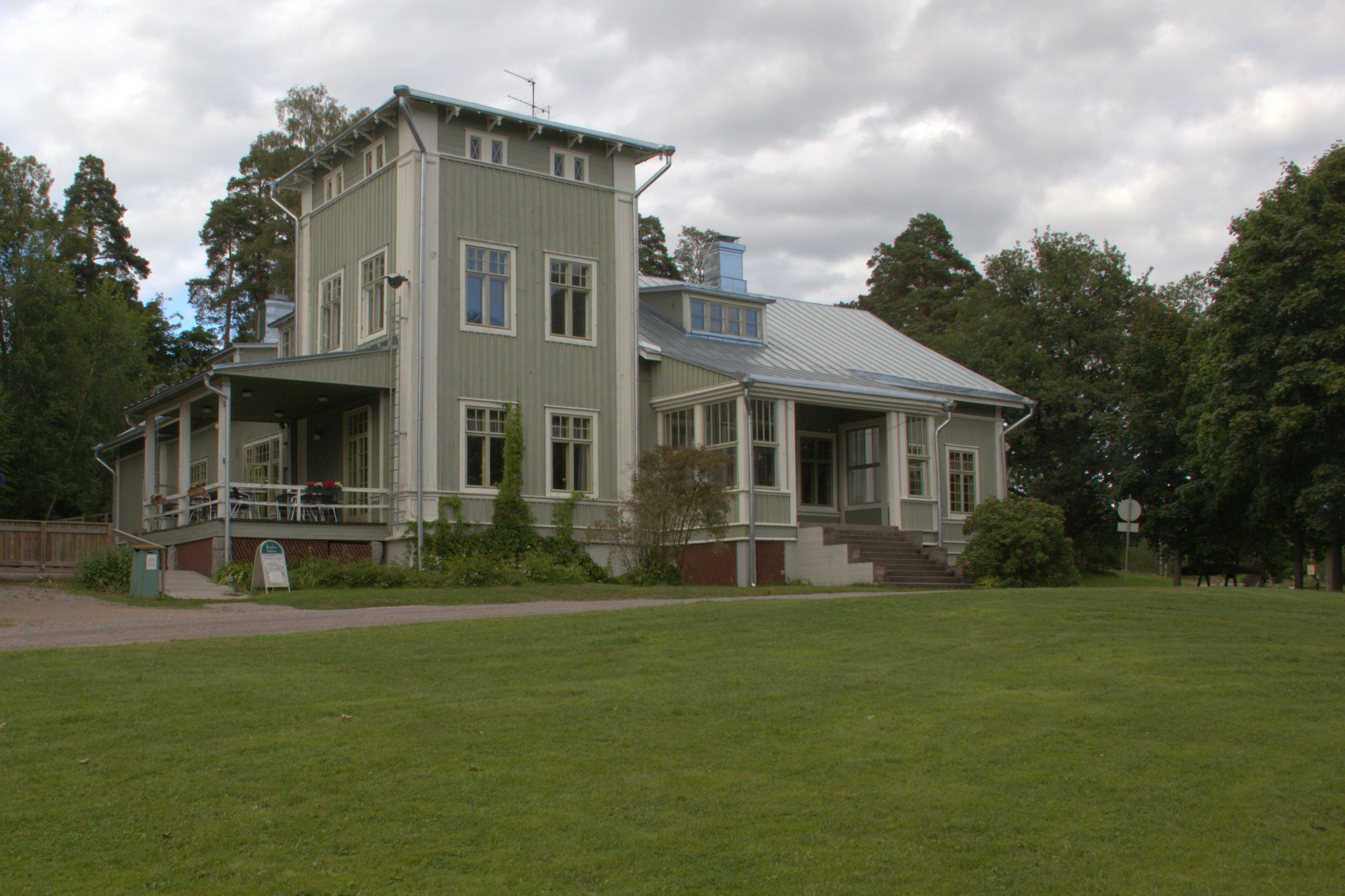
Budova v autokempu
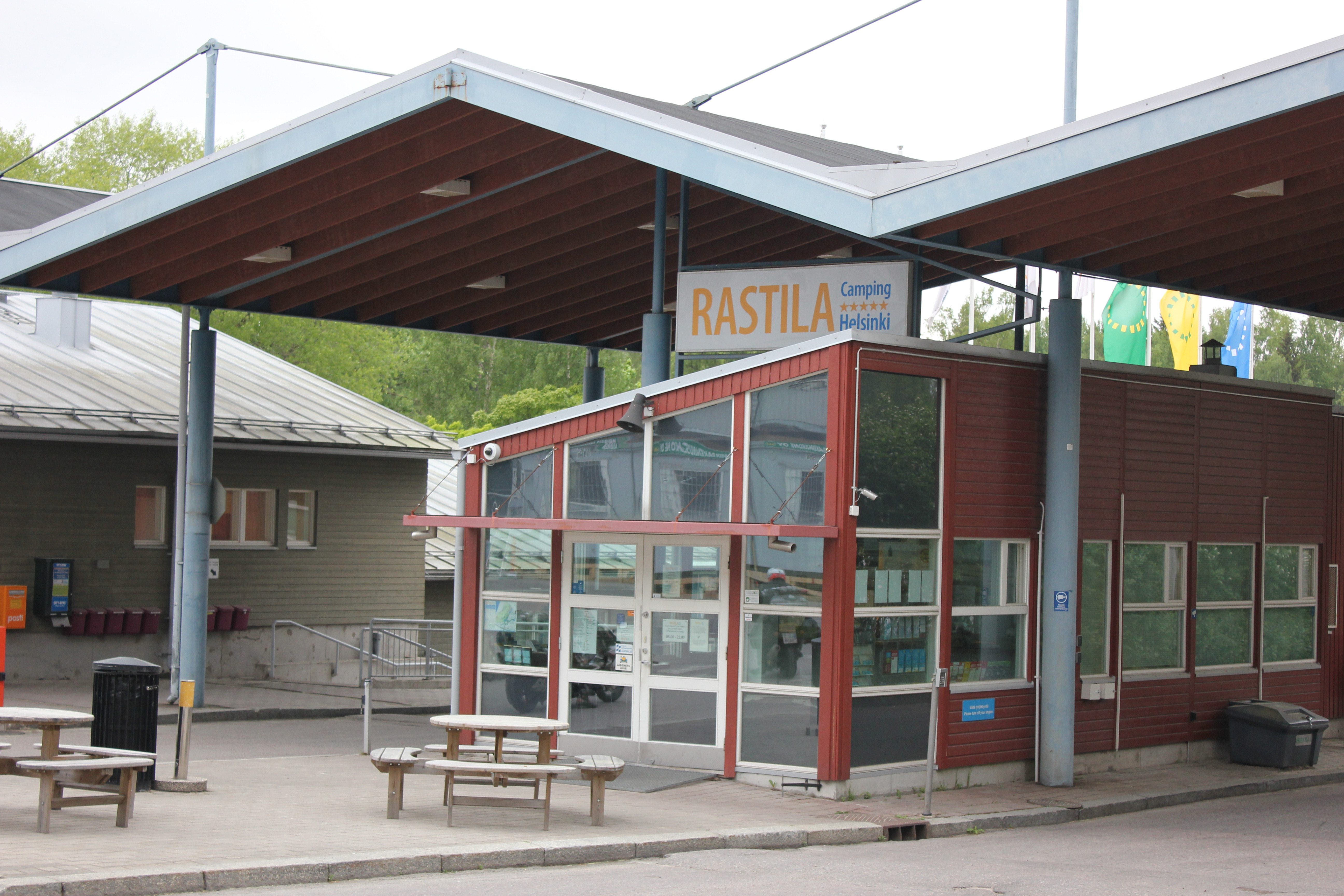
Vstup do autokempu
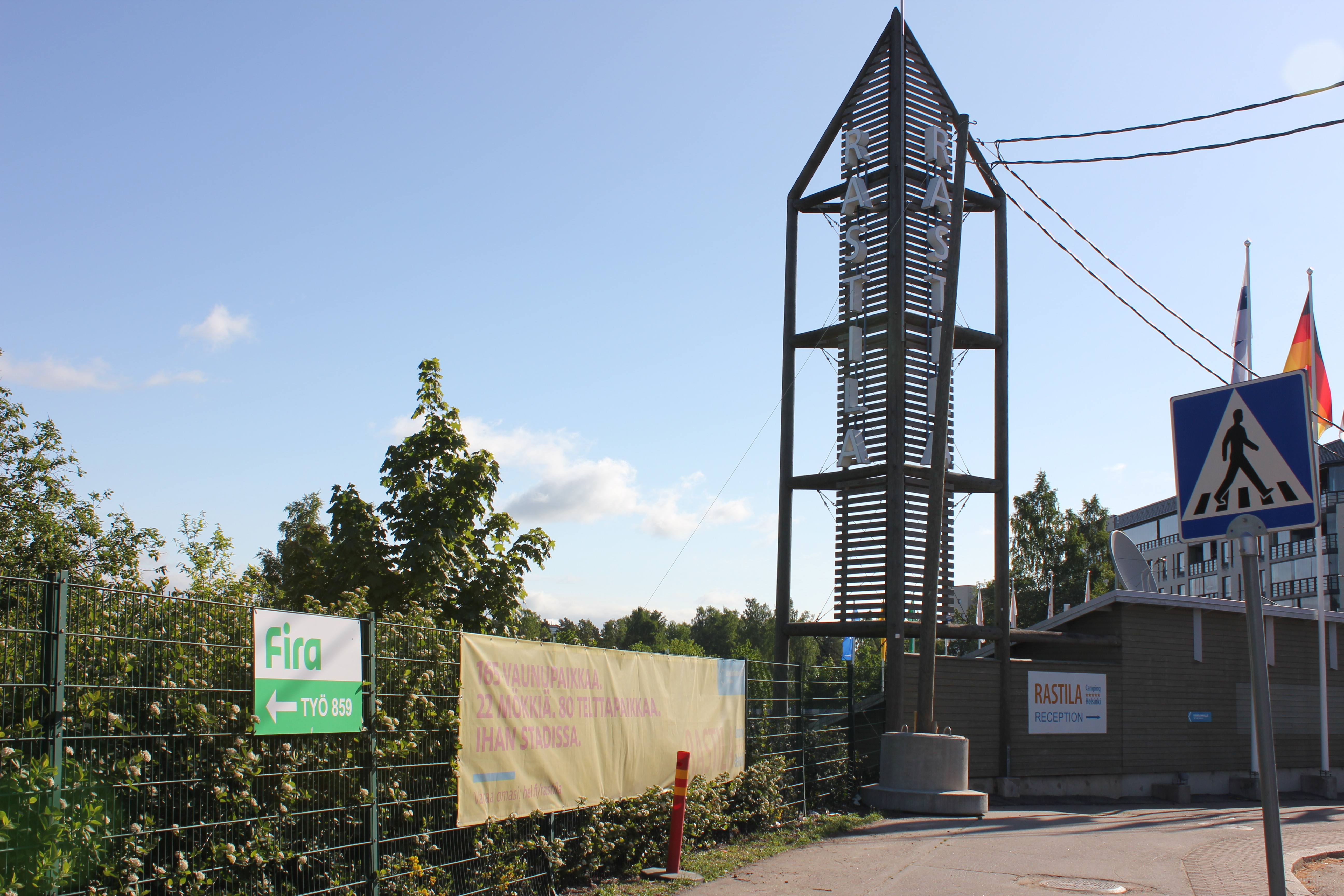
Věž v autokempu